# Jorge Sharp
Jorge Esteban Sharp Fajardo (Punta Arenas, 25 de marzo de 1985) es un abogado y político chileno. Entre diciembre de 2016 y noviembre de 2024 ejerció como alcalde de la comuna de Valparaíso.

## Biografía
Hijo de Leonor Adriana Mabel Fajardo Filipic y Jorge Ernesto Sharp Galetovic, expresidente de la Cámara Chilena de la Construcción de Punta Arenas (CChC) y condecorado como «ciudadano ilustre» de Magallanes en 2013.
En 2003 se trasladó a la ciudad de Valparaíso, para estudiar derecho en la Pontificia Universidad Católica de Valparaíso (PUCV). Fue miembro del Centro de Estudios Académica Jurídica entre 2005 y 2006. En 2015 se tituló como abogado.

## Carrera política

### Dirigente estudiantil
Se inició como dirigente estudiantil en Magallanes, donde fue parte de la refundación de la Federación de Estudiantes Secundarios de Punta Arenas (1999-2000), y presidente del centro de alumnos de su colegio, el Liceo Salesiano San José.
Durante su educación universitaria fue participante activo del movilización estudiantil del 2006, posterior pasó a ser militante de la Juventud Socialista de Chile, y por lo tanto del Partido Socialista. Dejó la colectividad socialista para pasar a ser miembro fundador del movimiento Izquierda Autónoma (IA), encabezado por el también estudiante de derecho de la Universidad de Chile Gabriel Boric. Se postuló como presidente del Centro de Estudiantes de la Escuela de Derecho de la PUCV en 2006 y al año siguiente como presidente de la Federación de Estudiantes de la Pontificia Universidad Católica de Valparaíso (FEPUCV), pero en ambas no resultó elegido. En 2008 formó parte del Cordón de Estudiantes de la PUCV.
En 2008 llegó a la directiva de la FEPUCV como vicepresidente, mientras que en 2009 asumió como presidente de la federación.

### Alcalde

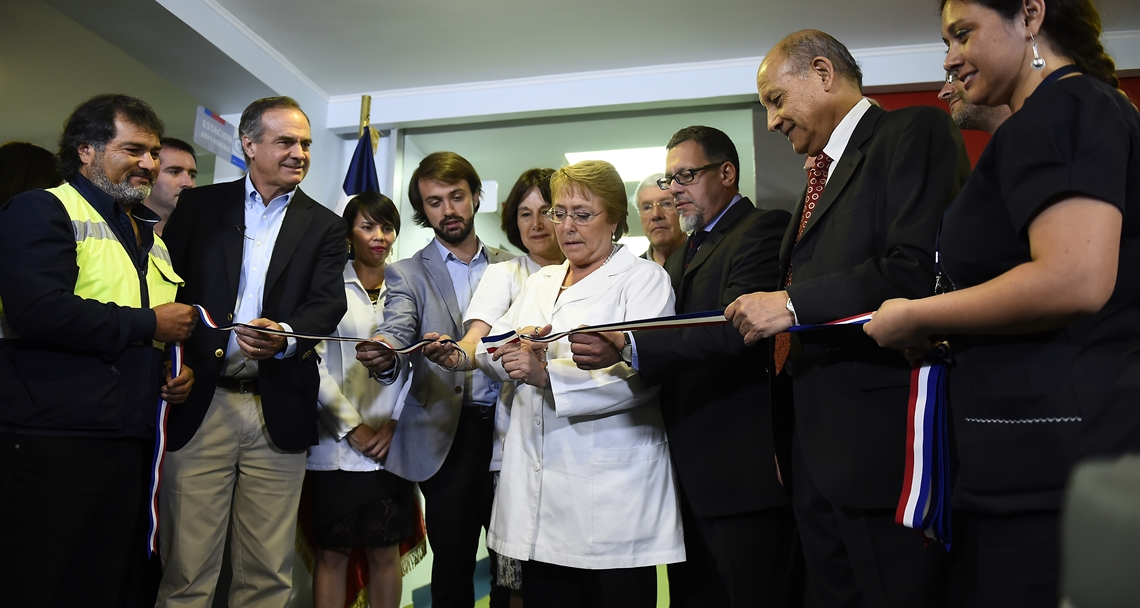
Sharp (a la izquierda de la presidenta Michelle Bachelet) en la inauguración de un SAPU en Valparaíso (2017).

En 2016 se presentó como precandidato de la IA a la «primaria ciudadana» para postular a la alcaldía de Valparaíso en las elecciones municipales de ese año, en la cual resultó vencedor con 1703 votos y asumió con 31 años de edad. Ese mismo año, fue uno de los dirigentes que junto a Gabriel Boric abandonaron la Izquierda Autónoma para formar el Movimiento Autonomista (MA). En la elección del 23 de octubre fue elegido alcalde de Valparaíso con un 53 % de los votos.
A dos años de su administración, su municipio declaró que habían logrado reducir un déficit total en 6.824 millones de pesos al cortar contratos lesivos como el de la empresa Total Transport que significaban una deuda anual de 2.000 millones de pesos. Además, según informe de Tesorería General de la República, en el período 2017-2018 el Municipio recibió $13.847 millones adicionales por concepto de FCM, comparados con el período 2014-2015.
Como militante del MA pasó a integrar el partido Convergencia Social, colectividad que dejó en noviembre de 2019 en rechazo a la participación de Boric en el «Acuerdo por la Paz y una Nueva Constitución» tras el estallido social, el que terminó con la realización de un plebiscito por una nueva Carta Fundamental.
En 2020 conformó una nueva plataforma llamada Territorios en Red (TER), la que postuló a candidatos independientes para las elecciones municipales y de convencionales constituyentes. El movimiento logró la reelección de Sharp en Valparaíso y de otras tres alcaldesas en San Antonio, Villa Alemana y Curanilahue. También eligió a Tania Madriaga como constituyente con el respaldo de La Lista del Pueblo.
El 14 de noviembre de 2024 presentó oficialmente su renuncia como alcalde de Valparaíso, con el fin de poder postularse como candidato en las elecciones parlamentarias de 2025.

## Controversias
La Corporación Comercio Unido y la Cámara Regional de Comercio fueron críticas de su administración como alcalde, debido al creciente comercio ilegal ambulante en Valparaíso.
El 2018 se publicó el libro Ciudadanos o Políticos. La Traición de Sharp, que relata cómo se formó la Alcaldía Ciudadana y la disolución de su componente ciudadano, que resultó esencial en el proceso que lo llevó a la alcaldía.
En octubre de 2020, la Contraloría inició un juicio de cuentas en la Corporación Municipal de Valparaíso (Cormuval), cuyo titular era el alcalde Jorge Sharp, para recuperar 931 millones de pesos por el mal uso de la Subvención Escolar Preferencial (SEP) y que fue destinado a la compra de distintos elementos para dos liceos de la comuna, además de descubrirse un sistema de prácticas escolares pagadas que venían realizándose desde hace décadas y que, a opinión de la Contraloría, no se condecían con el proyecto educativo de estos establecimientos. Por su parte, la Defensoría de la Niñez abrió una investigación para determinar si habrían sido víctimas de explotación infantil por parte de las distintas administraciones de la Cormuval. En noviembre del mismo año, seis concejales de Valparaíso denunciaron ante el Tribunal Electoral Regional (TER) a Sharp por notable abandono de deberes junto con otras 17 acusaciones.
En febrero de 2023, el Servicio Electoral de Chile formuló cargos en contra de Sharp y otros alcaldes por efectuar propaganda electoral fuera de norma mediante el colectivo Apruebo Transformar. Esto, en el marco de la campaña de cara al Plebiscito constitucional de Chile de 2022.
El 14 de noviembre de 2023, el Tribunal Calificador de Elecciones (Tricel) anunció su suspensión por un mes como alcalde de Valparaíso por abandono de deberes.
En octubre de 2024, tras un informe de Contraloría, se presentó una querella en contra de Jorge Sharp y de los directores de la Cormuval por los delitos de malversación de caudales públicos, fraude y exacción ilegal, por un déficit que supera los 152 mil millones de pesos. Entre estos delitos se incluye el no pago a proveedores, gastos que no corresponden a las funciones establecidas de la Cormuval, deudas con Cenabast y atraso en el pago de cotizaciones previsionales.

## Historial electoral
| Año  | Tipo        | Territorio | Pacto                           | Partido | Votos  | %     | Resultado |
| ---- | ----------- | ---------- | ------------------------------- | ------- | ------ | ----- | --------- |
| 2016 | Municipales | Valparaíso | Independientes (fuera de pacto) | Ind.    | 46 302 | 53.70 | Alcalde   |
| 2021 | Municipales | Valparaíso | Independientes (fuera de pacto) | Ind.    | 64 766 | 56.37 | Alcalde   |